# Кастаньер, Иларио
Иларио Кастаньер (итал. Ilario Castagner; 18 декабря 1940, Витторио-Венето, Венеция — 18 февраля 2023, Перуджа) — итальянский футболист и футбольный тренер, комментатор.

## Карьера
Свою карьеру он связал с Перуджей, сначала как футболист, а затем ещё больше как тренер, несколько раз возглавив красно-белых, но оставшись в его памяти в основном благодаря так называемой чудо-команде конца 70-х, с которой Кастаньер стал первым тренером в истории итальянского футбола, завершившим чемпионат Серии А без поражений в сезоне 1978/79; он также возглавлял известные клубы, такие как «Интер», «Лацио» и «Милан», вернув последний в высший дивизион в сезоне 1982/83.

### Клубная карьера
Начинал свою карьеру в футбольном клубе «Реджана». В 1961 году перешёл в «Перуджу», где в сезоне 1963/64 стал лучшим бомбардиром группы B (Северо-Восток) Серии С с 17 мячами.

### Тренерская карьера
В 1966 посещал курсы для тренеров. В 1968 году тренирует молодёжку «Аталанты». В 1974 возглавил «Перуджу». В сезоне 1974—1975 клуб под его руководством вышел в Серию А. Под руководством Кастаньера «Перуджа» провела свои лучшие матчи в истории клуба, известные как «чудеса Перуджи». Наивысшим взлётом Кастаньера и «Перуджи» стал сезон 1978—1979, когда клуб стал вторым, а он удостоился звания лучшего тренера Серии А. Затем был не очень удачный период в «Лацио». В 1982 году стал главным тренером «Милана», с которым в сезоне 1982—1983 занял первое место Серии В. В сезоне 1983—1984 Милан стал 8 и Кастаньер покинул клуб. Далее была неудачная работа в «Интере» и «Асколи». Последние десять лет карьеры он тренировал «Пескару», «Пизу» и «Перуджу». С августа 2005 по октябрь 2006 являлся техническим директором и почётным президентом «Перуджи».

### Смерть
Кастаньер умер в Перудже 18 февраля 2023 года в возрасте 82 года.

## Достижения
Милан
- Чемпионат Италии по футболу (Серия B): 1982/83

Перуджа
- Лучший тренер Серии А: 1978/79